# Soap Opera Digest Award per la miglior attrice in una soap opera

## Miglior attrice in una soap opera per il Daytime
- 1984
  - Kristian Alfonso (Hope Williams Brady) – Il tempo della nostra vita (Days of Our Lives)

- 1985
  - Andrea Barber (Carrie Brady) – Il tempo della nostra vita

- 1986
  - Patsy Pease (Kimberly Brady) – Il tempo della nostra vita
  - Judith Chapman (Ginny Blake Webber) – General Hospital
  - Leslie Charleson (Monica Quartermaine) – General Hospital
  - Eileen Davidson (Ashley Abbott) – Febbre d'amore (The Young and the Restless)
  - Elizabeth Hubbard (Lucinda Walsh) – Così gira il mondo (As the World Turns)
  - Finola Hughes (Anna Devane) – General Hospital
  - Erika Slezak (Victoria Davidson) – Una vita da vivere (One Life to Live)
  - Brynn Thayer (Jenny Wolek) – Una vita da vivere
  - Jess Walton (Kelly Harper) – Capitol
  - Kim Zimmer (Reva Shayne) – Sentieri (Guiding Light)

- 1988
  - Kim Zimmer (Reva Shayne) – Sentieri
  - Leslie Charleson (Monica Quartermaine) – General Hospital
  - Robin Strasser (Dorian Lord) – Una vita da vivere
  - Jess Walton (Kelly Harper) – Capitol

- 1989
  - Jeanne Cooper (Katherine Chancellor) – Febbre d'amore
  - Kate Collins (Janet Marlowe) – La valle dei pini (All My Children)
  - Elizabeth Hubbard (Lucinda Walsh) – Così gira il mondo
  - Erika Slezak (Victoria Davidson) – Una vita da vivere
  - Kim Zimmer (Reva Shayne) – Sentieri

- 1990
  - Marcy Walker (Eden Capwell) – Santa Barbara
  - Julia Barr (Brooke English) – La valle dei pini
  - Leslie Charleson (Monica Quartermaine) – General Hospital
  - Jeanne Cooper (Katherine Chancellor) – Febbre d'amore
  - Debbi Morgan (Angie Hubbard) – La valle dei pini

- 1991
  - Finola Hughes (Anna Devane) – General Hospital
  - Kathryn Hays (Kim Hughes) – Così gira il mondo
  - Elizabeth Hubbard (Lucinda Walsh) – Così gira il mondo
  - Beverlee McKinsey (Alexandra Spaulding) – Sentieri
  - Melody Thomas Scott (Nikki Reed Newman) – Febbre d'amore

- 1992
  - Anne Heche (Vicky Hudson/Marley Hudson) – Destini (Another World)
  - Julia Barr (Brooke English) – La valle dei pini
  - Elizabeth Hubbard (Lucinda Walsh) – Così gira il mondo
  - Finola Hughes (Anna Devane) – General Hospital
  - Beverlee McKinsey (Alexandra Spaulding) – Sentieri

- 1993
  - Susan Lucci (Erica Kane) – La valle dei pini
  - Susan Flannery (Stephanie Forrester) – Beautiful (The Bold and the Beautiful)
  - Elizabeth Hubbard (Lucinda Walsh) – Così gira il mondo
  - Maeve Kinkead (Vanessa Chamberlain Reardon) – Sentieri
  - Beverlee McKinsey (Alexandra Spaulding) – Sentieri
  - Kim Zimmer (Jodie Walker) – Santa Barbara

- 1994
  - Jess Walton (Jill Abbott) – Febbre d'amore
  - Susan Flannery (Stephanie Forrester) – Beautiful
  - Maureen Garrett (Holly Reade) – Sentieri
  - Elizabeth Hubbard (Lucinda Walsh) – Così gira il mondo
  - Hillary B. Smith (Nora Buchanan) – Una vita da vivere
  - Sharon Wyatt – General Hospital

- 1995
  - Deidre Hall (Marlena Evans) – Il tempo della nostra vita
  - Robin Strasser (Dorian Lord) – Una vita da vivere
  - Melody Thomas Scott (Nikki Reed Newman) – Febbre d'amore

- 1996
  - Robin Strasser (Dorian Lord) – Una vita da vivere
  - Eileen Fulton (Lisa Grimaldi) – Così gira il mondo
  - Jess Walton (Jill Abbott) – Febbre d'amore

- 1997
  - Genie Francis (Laura Spencer) – General Hospital
  - Jensen Buchanan (Marley) – Destini
  - Eileen Davidson (Kristen) – Il tempo della nostra vita

- 1998
  - Vanessa Marcil (Brenda Barrett) – General Hospital
  - Eileen Davidson (Kristen) – Il tempo della nostra vita
  - Kim Zimmer (Reva Shayne) – Sentieri

- 1999
  - Lyn Herring (Lucy Coe) – Port Charles
  - Deidre Hall (Marlena Evans) – Il tempo della nostra vita
  - Kim Zimmer (Reva Shayne) – Sentieri

- 2000
  - Kim Zimmer (Reva Shayne) – Sentieri
  - Susan Flannery (Stephanie Forrester) – Beautiful
  - Jess Walton (Jill Abbott) – Febbre d'amore

- 2001
  - Melody Thomas Scott (Nikki Reed Newman) – Febbre d'amore
  - Martha Byrne (Lily Walsh Snyder) – Così gira il mondo
  - Kassie Wesley DePaiva (Blair Cramer) – Una vita da vivere
  - Susan Flannery (Stephanie Forrester) – Beautiful
  - Hillary B. Smith (Nora Hanen) – Una vita da vivere

- 2003
  - Michelle Stafford (Phyllis Summers) – Febbre d'amore
  - Julia Barr (Brooke English) – La valle dei pini
  - Kassie Wesley DePaiva (Blair Cramer) – Una vita da vivere
  - Katherine Kelly Lang (Brooke Logan) – Beautiful
  - Kim Zimmer (Reva Shayne) – Sentieri

- 2005
  - Tamara Braun (Carly Corinthos) – General Hospital
  - Kassie Wesley DePaiva (Blair Cramer) – Una vita da vivere
  - Beth Ehlers (Harley Cooper) – Sentieri
  - Deidre Hall (Marlena Evans) – Il tempo della nostra vita
  - Cady McClain (Rosanna Cabot) – Così gira il mondo
  - Melody Thomas Scott (Nikki Reed Newman) – Febbre d'amore
  - Erika Slezak (Victoria Davidson) – Una vita da vivere
  - Michelle Stafford (Phyllis Summers) – Febbre d'amore
  - Maura West (Carly Tenney Snyder) – Così gira il mondo

## Miglior attrice in una soap opera per il Primetime
- 1984
  - Priscilla Presley (Jenna Wade) – Dallas

- 1985
  - Linda Evans (Krystle Carrington) – Dynasty

- 1986
  - Joan Van Ark (Valene Ewing) – California (Knots Landing)
  - Ana Alicia (Melissa Agretti Cumson) – Falcon Crest
  - Morgan Fairchild (Jordan Roberts) – Falcon Crest
  - Linda Gray (Sue Ellen Ewing) – Dallas
  - Michele Lee (Karen MacKenzie) – California
  - Donna Mills (Abby Cunningham Ewing) – California
  - Victoria Principal (Pamela Barnes Ewing) – Dallas
  - Jane Wyman (Angela Channing Gioberti) – Falcon Crest

- 1988
  - Michele Lee (Karen MacKenzie) – California
  - Ana Alicia (Melissa Agretti Cumson) – Falcon Crest
  - Linda Gray (Sue Ellen Ewing) – Dallas
  - Susan Sullivan (Maggie Gioberti) – Falcon Crest
  - Joan Van Ark (Valene Ewing) – California

- 1989
  - Joan Van Ark (Valene Ewing) – California
  - Susan Sullivan (Maggie Gioberti) – Falcon Crest
  - Jane Wyman (Angela Channing Gioberti) – Falcon Crest

- 1990
  - Nicollette Sheridan (Paige Matheson) – California
  - Stephanie Beacham (Sable Colby) – Dynasty
  - Sheree J. Wilson (April Stevens) – Dallas

- 1991
  - Michele Lee (Karen MacKenzie) – California
  - Cathy Podewell (Cally Ewing) – Dallas
  - Joan Van Ark (Valene Ewing) – California

- 1992
  - Michele Lee (Karen MacKenzie) – California
  - Joanna Going (Victoria Winters / Josette du Pres) – L'ombra della notte (Dark Shadows)
  - Piper Laurie (Catherine Martell / Mr. Tojamura) – I segreti di Twin Peaks (Twin Peaks)
  - Kathleen Noone (Claudia Whittaker) – California
  - Michelle Phillips (Anne Matheson) – California